# Shantaram (roman)
Pour les articles homonymes, voir Shantaram.
Shantaram est un roman, écrit par Gregory David Roberts, publié en 2003. 
Best seller mondial, le livre raconte les aventures de Lin, un Australien évadé de prison qui s'envole pour Bombay,, en Inde.

## Résumé
En 1978, Lindsay « Lin » Ford (pseudonyme de Gregory David Roberts), un philosophe et révolutionnaire de 24 ans, sombre dans la dépendance à l'héroïne lorsque son mariage s'écroule et qu'il perd la garde de sa fille. Il se rend coupable d’une série de vols réalisés à l’aide d’une fausse arme à feu. Il devient célèbre sous le nom de « Gentleman Bandit ». Il fut condamné à dix-neuf ans de prison, mais s’évade et passe dix de ses années de fugitif à Bombay. C'est alors le début d'un long parcours initiatique, au cours duquel sa vie sera bouleversée. Docteur dans un bidonville avant d'intégrer la mafia de Bombay, Lin connaîtra l'amitié, l'amour, mais devra aussi faire face à la trahison et à la violence.

## Adaptation à l'écran
Dès 2004, il a existé un projet d'adaptation au cinéma par la Warner Bros, par Peter Weir, avec Johnny Depp qui n'a pas abouti.
En juin 2018, il a été annoncé qu'Apple Inc. développait, pour Apple TV+, une adaptation télévisée écrite par Eric Warren Singer, coproducteur avec David Manson (en), Nicole Clemens, Steve Golin et Andrea Barron. Sont impliquées les compagnies de production Anonymous Content et Paramount Television qui ont acquis les droits TV en janvier 2018,,. En août 2019, il a été annoncé que la production se poursuivait avec un début de tournage prévu en octobre 2019. La série sera tournée à Victoria en Australie avec des scènes filmées au Docklands Studios Melbourne et à la prison de Pentridge (en). La série recevra 7,4 million de dollars australiens de financement de la part du gouvernement australien. La série devrait être constituée de dix épisodes dont quatre réalisés par Justin Kurzel,,,. Début 2020, confrontée à de gros problèmes, la production de la série est à l'arrêt, avec deux épisodes tournés et un scénario esquissé pour tous les épisodes.
La série Shantaram (en) sort en octobre 2022 avec  Charlie Hunnam dans le rôle de Lin.